# Varginha
Varginha è un comune del Brasile nello Stato del Minas Gerais, parte della mesoregione del Sul e Sudoeste de Minas e della microregione di Varginha.

## Economia
Varginha si distingue come uno dei maggiori centri del commercio e produzione di caffè nel Brasile e del mondo.
La città ha una posizione strategica e, sulle rive del lago di Furnas, è equidistante da tre grandi città del Brasile, San Paolo, Rio de Janeiro e Belo Horizonte, ed è stata considerata dalla rivista Veja nel 2011 come una delle migliori città di medie dimensioni in Brasile per vivere e investire.
Varginha è una città che ha ricevuto molti immigrati italiani alla fine del XIX secolo.
In tutto il Brasile è conosciuta per la presunta apparizione di creature aliene, nel 1996, un episodio conosciuto come Incidente UFO di Varginha, che ha attirato turismo in città.